# خرچنگ یازده‌دندانه
خرچنگ یازده‌دندانه (نام علمی: Atelecyclus undecimdentatus) نام یک گونه از خانواده خرچنگ‌های گرد ناکامل است.